# ベーア (月のクレーター)
ベーア (Beer) は、月の表側にある衝突クレーターであり、雨の海の南東部に位置する。世界最初の精密な月面図を作成したドイツの天文学者、ヴィルヘルム・ベーアにちなんで名づけられた。
ベーアはティモカリスの東方約100キロメートルに位置し、ベーアの北西約10キロメートルにはベーアと同規模のフーイエが並んでいる。ベーアの東方約100キロメートルにはアルキメデス山脈がそびえている。
ベーアは鋭い周壁を持つ円形のクレーターであり、お椀のような底面をしている。ベーアの南東の周壁からは、東方に向かってクレーター群が長さ20キロメートルにわたって弧状に連なっている。ベーアの位置する雨の海の南東部は周囲よりもアルベドが高く、アルキメデス山脈の裾野まで明るい色調の地面が広がっている。

## 従属クレーター
ベーアのごく近くにある小さな無名のクレーターについては、アルファベットを付加することによって識別される。
| 名称 | 月面緯度     | 月面経度    | 直径 |
| ---- | ------------ | ----------- | ---- |
| A    | 北緯 27.2 度 | 西経 8.6 度 | 4 km |
| B    | 北緯 25.7 度 | 西経 9.8 度 | 2 km |
| E    | 北緯 27.8 度 | 西経 7.8 度 | 3 km |